# Fornboda
Fornboda är en ort i sydöstra delen av Upplands Väsby kommun i Stockholms län. Fornboda ligger cirka 5 kilometer sydost om Upplands Väsby. SCB klassade Fornboda som en småort första gången år 1990. Då omfattade orten 16 hektar och hade 56 invånare. Till avgränsningen år 1995 hade befolkningen ökat till 69 personer. År 2000 hade folkmängden sjunkit till under 50 personer och småorten upplöstes. Från 2015 räknas orten åter som en småort.